# Waris Hussein
Waris Hussein est un réalisateur et scénariste britannique né le 9 décembre 1938 à Lucknow (Inde).

## Biographie
Waris Hussein est né le 9 décembre 1938 à Lucknow dans l'état de Uttar Pradesh en Inde et grandit à Bombay. En 1947 la Partition des Indes forcera son père à partir au Pakistan tandis que sa mère, Attia Hossein, choisit de partir en Angleterre avec les enfants et à partir de 1949, elle travaille comme scénariste et diffuseur pour la section indienne du BBC World Service. 
Waris étudiera la littérature anglaise au Queens' College à Cambridge où il dirige quelques pièces de théâtre. Il y croise des gens comme Derek Jacobi, Margaret Drabble, Trevor Nunn, and Ian McKellen, et se retrouve à les mettre en scène plusieurs fois notamment au club de théâtre des étudiants dans la pièce César et Cléopâtre de George Bernard Shaw. Après sa remise de diplôme en 1960 il prend des cours pour être réalisateur à la BBC. Il change à l'occasion son nom de Habibullah vers Hussein : "Ca sonnait un peu comme le roi de Jordanie à l'époque, mais plus tard, cela sonna un peu plus comme Saddam Hussein, ce qui n'aide pas dans la vie."
Hussein est connu pour être un des premiers ressortissant indien à travailler pour la BBC. Il est connu aussi pour avoir tourné le tout premier épisode de Doctor Who « An Unearthly Child » en 1963, même s'il n'était pas très sûr que la science-fiction serait une bonne chose pour sa carrière. Il dira "Je venais d'être diplômé de Cambridge avec les honneurs et je me suis retrouvé à réaliser ce téléfilm avec des types déguisés en homme des cavernes et j'ai pensé "où est-ce que j'ai atterri ?" Il dirigera aussi en 1964 le 4e épisode de la série, « Marco Polo » avant de se diriger vers d'autres productions.
Il filme ainsi une adaptation de la Route des Indes (BBC, 1965), Notorious Woman (BBC, 1974), Shoulder to Shoulder (BBC, 1974) un téléfilm sur le mouvement des suffragettes et Edward and Mrs. Simpson (1978) pour Thames Television. Ces deux dernières production l'on vu retravailler avec la productrice des premiers épisodes de Doctor Who Verity Lambert. Il dirigera aussi une histoire pour le programme de Thames Armchair Thriller.,,
Tout en réalisant à la télévision, il tournera aussi pour le cinéma, ainsi son film de 1969 A Touch of Love sera sélectionné à la Berlinale 1969. En 1970, il dirige Jack Wild et Mark Lester dans le film Mercredi après-midi (Melody). Il dirigera aussi en 1972 la version filmée de Les Six Femmes d'Henry VIII avec Keith Michell, Charlotte Rampling et Donald Pleasence.
Dans les années 1990 il réalise plusieurs téléfilms aux États-Unis. En 1997 il réalise le film Sixth Happiness, selon un script de Firdaus Kanga avec Meera Syal, Nina Wadia et Firdaus Kanga elle-même.
En 2013, dans le téléfilm An Adventure in Space and Time, sur la création de Doctor Who, Warris Hussein est joué par Sacha Dhawan. 

## Filmographie

### comme réalisateur
- 1962 : Suspense (série télévisée)
- 1962 : Compact (série télévisée)
- 1963 : Moonstrike (en) (série télévisée)
- 1963-1964 : Doctor Who (série télévisée) épisodes « An Unearthly Child » et « Marco Polo »
- 1965 : Angus Slowly Sinking? (TV)
- 1965 : Thirty-Minute Theatre (en) (série télévisée)
- 1966-1968 : The Wednesday Play (en) (série télévisée)
- 1967 : Boy Meets Girl (série télévisée)
- 1969 : A Casual Affair (TV)
- 1969 : A Touch of Love
- 1970 : Quackser Fortune Has a Cousin in the Bronx
- 1971 : Great Performances (série télévisée)
- 1971 : Mercredi après-midi (Melody)
- 1972 : Les Six Femmes d'Henry VIII
- 1972 : Possession meurtrière (The Possession of Joel Delaney)
- 1973 : Between the Wars (série télévisée)
- 1973 : Divorce (Divorce His, Divorce Hers) (TV)
- 1973 : Black and Blue (série télévisée)
- 1974 : Shoulder to Shoulder (feuilleton TV)
- 1974 : Notorious Woman (feuilleton TV)
- 1976 : The Glittering Prizes (feuilleton TV)
- 1977 : Three Weeks (TV)
- 1977 : Moths (TV)
- 1978 : Daphne Laureola (TV)
- 1978 : Rachel in Danger (série télévisée)
- 1978 : Edward and Mrs. Simpson (feuilleton TV)
- 1979 : And Baby Makes Six (TV)
- 1980 : Death Penalty (TV)
- 1980 : The Henderson Monster (TV)
- 1980 : Un bébé de plus (Baby Comes Home) (TV)
- 1981 : Un amour sans limite (Callie & Son) (TV)
- 1982 : Coming Out of the Ice (TV)
- 1982 : Little Gloria... Happy at Last (TV)
- 1983 : Princesse Daisy (Princess Daisy) (TV)
- 1983 : The Winter of Our Discontent (TV)
- 1985 : Surviving (TV)
- 1985 : Arc de triomphe (TV)
- 1985 : Copacabana (TV)
- 1986 : When the Bough Breaks (TV)
- 1987 : La Flétrissure (TV)
- 1987 : Downpayment on Murder (TV)
- 1988 : Onassis, l'homme le plus riche du monde (Onassis: The Richest Man in the World) (TV)
- 1988 : Killer Instinct (TV)
- 1989 : Vivre sans elle (Those She Left Behind) (TV)
- 1989 : The Shell Seekers (TV)
- 1990 : Forbidden Nights (TV)
- 1991 : Confusion tragique (Switched at Birth) (TV)
- 1992 : Injustes noces (Clothes in the Wardrobe) (TV)
- 1992 : She Woke Up (TV)
- 1993 : For the Love of My Child: The Anissa Ayala Story (TV)
- 1994 : Murder Between Friends (TV)
- 1994 : Fortitude (Fall from Grace) (TV)
- 1995 : Photo sans identité (The Face on the Milk Carton) (TV)
- 1997 : Le Rêve impossible (A Child's Wish) (TV)
- 1997 : Sixth Happiness
- 1998 : Life of the Party: The Pamela Harriman Story (TV)
- 2002 : Les Raisons du cœur (Her Best Friend's Husband) (TV)

### comme scénariste
- 2005 : Madame Henderson présente (Mrs Henderson Presents) : Maharajah

## Récompenses et nominations

### Récompenses
Il recevra un BAFTA award pour Edward and Mrs. Simpson (partagé avec le producteur Andrew Brown), et un Emmy Award pour la comédie musicale de Barry Manilow Copacabana.